# Mrakoplaš (hudební skupina)
Mrakoplaš je česká bluesrocková hudební skupina, která hraje převážně svou vlastní tvorbu.
Inspirován postavou nedostudovaného čaroděje Mrakoplaše z knížek Terryho Pratchetta „Úžasná Zeměplocha“ ji v roce 1995 vytvořil Pavel Lipták, který je zároveň frontmanem a autorem většiny písní.
Skupina vystupuje nejen ve své základní sestavě (dvě elektrické kytary, basová kytara a bicí), ale také v komorním, akustickém, kytarovém duu Mrakoplaš Light Orchestra.

## Historie
Skupina vznikla v roce 1995, jako folkrockový kvartet kolem kytaristy Pavla Liptáka, který dříve působil na pozici sólového kytaristy ve folkových kapelách Corpus Delicti a BaF. Začal v té době skládat nové písničky, které se žánrově lišily od tvorby Corpus Delicti a tak logickým vyústěním jeho dalších hudebních aktivit bylo založení skupiny, která splňovala Pavlovy tehdejší představy o ideálním zvuku a stylu. Zároveň se stal frontmanem Mrakoplaše. První zkoušky začaly na podzim ve složení Pavel Lipták (zpěv, elektrická a akustická kytara), Martin Kalenda (zpěv, akustická kytara, ex. Echolama), Roman Pluhař (bicí, zpěv, ex. For Sale, Corpus Delicti, Ta Jana z Velké Ohrady) a Michal Kliner (basová kytara, ex. Traband), první koncert pak proběhl v pražském klubu Amfora v lednu 1996. Rezidentním klubem se pro Mrakoplaše, hned v prvním roce působení, stala pražská Balbínova poetická hospůdka. V roce 1997 se ke skupině přidal Petr Vrabec (zpěv, foukací harmonika, ex. Nawopack, Plyšová ryba). V roce 1998 získal Mrakoplaš na festivalu Porta v Plzni hlavní autorskou cenu v kategorii folk. Během tří let se sestava kapely několikrát obměnila, aby se na další čtyři roky ustálila ve složení Pavel Lipták, Martin Kalenda, Petr Vrabec, Michal Janovský (basová kytara, ex. Skoro) a Václav Pohl (zpěv, bicí ex. Traband). Další stylová a personální změna přišla na přelomu milénia, kdy pozici baskytaristy obsadil Jakub Smetana a s ním začal hrát, jako host, i jeho otec, bluesový kytarista, skladatel, zpěvák a stavitel elektrických kytar Peter Jurkovič, na jehož nástroje v té době skupina hrála. Touto změnou se Mrakoplaš posunul blíž k bluesové hudbě a Peter Jurkovič se stal velkým inspirátorem a výhradním dodavatelem kytar a baskytar. V této sestavě hrála kapela až do přelomu let 2005–2006, kdy se bubeníkem stal Pavel Douša (zpěv, bicí, ex. Youngblood, Galaxis) a u basové kytary, Jakuba Smetanu, vystřídal Petr Maršík (basové kytary, ex. Minehava). V roce 2011 skupina zvítězila v soutěži "Hudební Portýr", kterou pořádal Český rozhlas Sever a v roce 2019 obdržel Mrakoplaš Harvest Prize, součást nezávislých hudebních cen Tais Awards.V červnu 2020 opustil skupinu Petr Vrabec a Mrakoplaš se tak stal opět kytarovým kvartetem. Během roku 2021 natočila šestidílný seriál eŠňůra mapující českou klubovou scénu a představující repertoár a jednotlivé členy skupiny. V této sestavě zároveň začala připravovat další desku "Tichá radost". CD spatřilo světlo světa 5. dubna 2023, v pražské Malostranské besedě, kde ho pokřtil kmotr alba, Jan Spálený. V říjnu téhož roku pak skupina obohatila toto album ještě o LP formát a tištěný zpěvník a vyrazila na podzimní Tour s šestnácti zastávkami po celé České republice. Vinou zdravotních obtíží se většiny koncertů šňůry nemohl zúčastnit Petr Maršík a tak jej začal alternovat Dave Mendez (basové kytary, ex. Janek Ledecký, Tokyo, Payanoia, Natural, aj.), postupně převzal všechny basové party a stal se pátým členem kapely. V únoru 2024 bylo album Tichá radost přednominováno na žánrovou cenu v kategorii Folk Ceny Anděl 2023. 

## Mrakoplaš Light Orchestra
Pavel Lipták a Martin Kalenda vytvořili v roce 2012 akustickou odnož skupiny Mrakoplaš s eufemistickým názvem Mrakoplaš Light Orchestra. Toto duo vychází z bluesových a folkových tradic a hraje v té nejzákladnější podobě jen s akustickými kytarami a zpěvy ("light" v tomto případě znamená odtučněnou formu, bez ostatních tří členů skupiny). Vzniklo potřebou užšího kontaktu s publikem a pro menší svázanost aranžemi, než je tomu ve velké kapele. Zároveň si duo si od začátku své existence kladlo za cíl hrát na festivalech a v klubech, kam se velký band do té doby nedostal a přivést tak nové posluchače na klasická vystoupení kapely. Při svých vystoupeních hraje písně, které se už do repertoáru Mrakoplaš bandu nevejdou, nebo úplně nové songy, které do té doby ještě nikdo neměl šanci slyšet. S duem Mrakoplaš Light Orchestra často, jako hosté, vystupují Ondřej Konrád, Luboš Pospíšil a Miroslav Ošanec, se kterými Pavel a Martin nastudovali část jejich repertoáru.

## Mrakoplaš kontra Alzheimer
Od roku 2011 skupina Mrakoplaš pořádá, pod záštitou Národního ústavu duševního zdraví, 3.lékařské fakulty UK a FNKV v Praze, benefiční akce na podporu výzkumu Alzheimerovy nemoci. Celý výtěžek z komponovaného večera je vždy věnován oddělení kognitivních poruch AD Centrum, v Národním ústavu duševního zdraví v Klecanech u Prahy, které se dlouhodobě zabývá především časnou a správnou diagnostikou Alzheimerovy nemoci (www.nudz.cz/adcentrum Archivováno 22. 9. 2019 na Wayback Machine.). Mrakoplaš podporuje boj s touto nemocí a nejen proto, že jí byl postižen zesnulý duchovní otec kapely, spisovatel Terry Pratchett. Kapela se odlehčenou formou snaží poukázat na Alzheimerovu nemoc, oslovit veřejnost i soukromé subjekty tak, aby byla tato degenerativní nemoc maximálně zviditelněna, což v důsledku může pomoci všem postiženým pacientům a jejich rodinám. Každý rok skupina oslovuje hudební hosty, kteří svou účastí podpoují tento projekt. V minulých ročnících to byli například: Petr Janda, Jan Spálený, Ivan Hlas, Luboš Pospíšil, Roman Dragoun, skupina Traband, Vladimír Merta, Petar Introvič, Ondřej Konrád, Jaroslav Olin Nejezchleba, Petr Rímský, Slávek Janoušek, Norbi Kovács, Vladimír Guma Kulhánek, Robert Křesťan, Pavel Malina a další. Na pódiu, kromě muziky, vždy probíhá i aukce raritních a uměleckých děl, které výtvarníci, fotografové a hlavní hudební hosté, podílející se na tomto večeru, poskytují zdarma. Výtěžek z aukce je vždy přidán k financím ze vstupného a je poskytnut AD Centru. Od roku 2020 začal Mrakoplaš spolupracovat s kelt-folkovou skupinou Isara, čímž rozšířil své aktivity do Mladé Boleslavi, kde každý měsíc probíhají benefiční koncerty a letní festival "Isarafest". Doposud tento projekt přinesl na boj proti Alzheimerově nemoci přes 950 000 Kč.

## Diskografie
- Mrakoplaš: Děti této noci - 2010
- Mrakoplaš Light Orchestra: Změnila ses - 2014
- Mrakoplaš: Hlídač - 2016
- Mrakoplaš: Tichá radost - 2023

## Aktuální sestava
- Pavel Lipták - zpěv, kytara
- Martin Kalenda - zpěv, kytara
- Pavel Douša - zpěv, bicí
- Petr Maršík - basová kytara
- Dave Mendez - basová kytara
- Petr Kutička - zvuk